# Zanokcica zielona
Zanokcica zielona (Asplenium viride Huds.) – gatunek należący do rodziny zanokcicowatych. Występuje w Europie, Azji południowej i wschodniej oraz w Ameryce Północnej. W Polsce na południowym niżu i w górach nierzadka.

## Morfologia

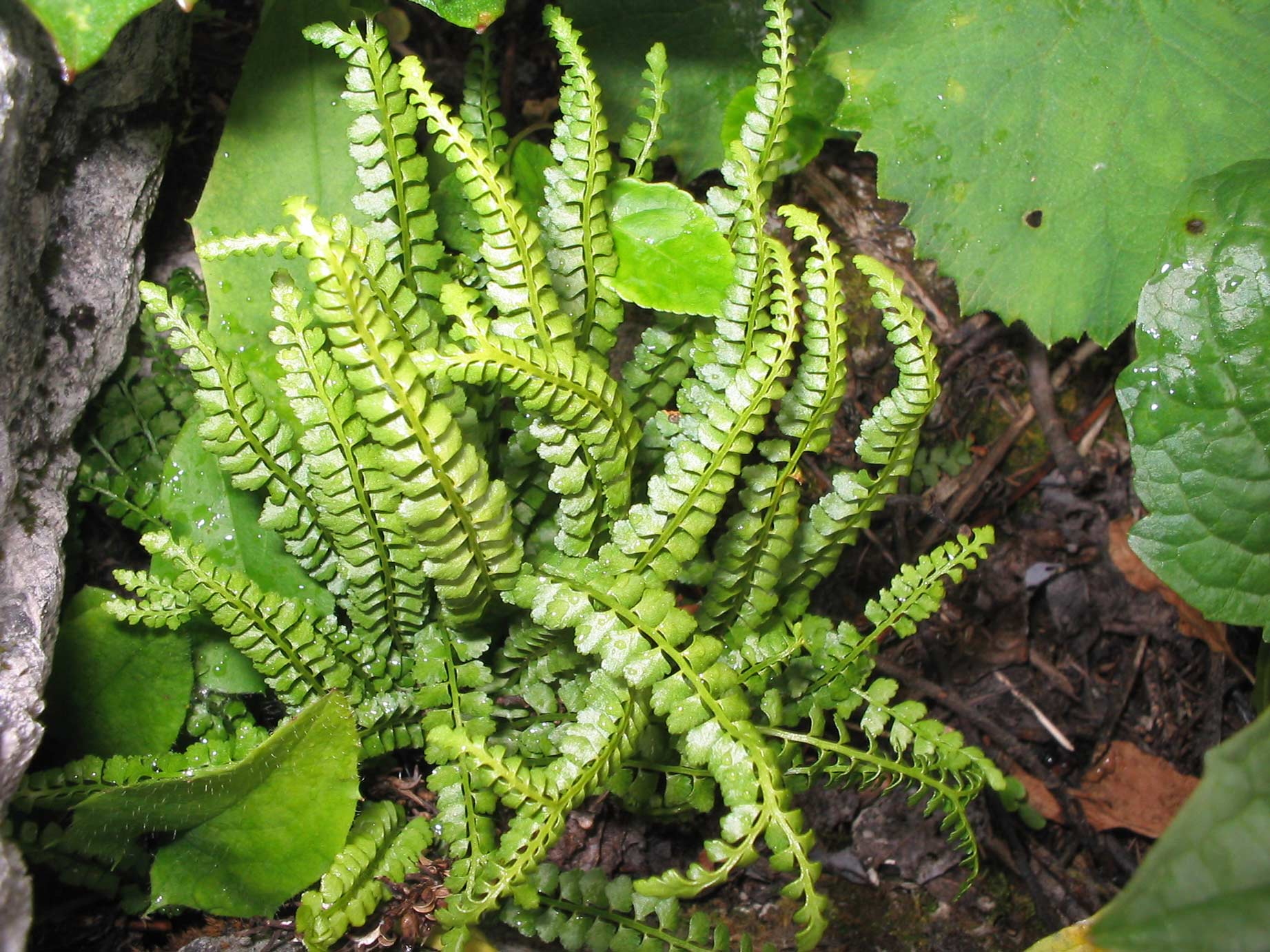
Pokrój

PokrójRoślina trwała o wysokości od 15 do 20 cm.
LiściePodłużnie jajowate, pojedynczo pierzaste, o odcinkach siedzących lub prawie siedzących, o ogonkach u nasady kłącza błyszcząco czerwonawych, o osi wraz z najwyższą częścią ogonka zielonych. Odcinki liściowe na krótkich cienkich ogonkach.

## Biologia i ekologia
Zarodnikuje od lipca do sierpnia. Rośnie w szczelinach zacienionych skał. Gatunek charakterystyczny związku Cystopteridion. Liczba chromosomów 2n = 72.